# Instituto Piaget
O Instituto Piaget — Cooperativa para o Desenvolvimento Humano, Integral e Ecológico, C. R. L., é uma cooperativa de ensino superior fundada em 1979. 
É  instituidora dos seguintes estabelecimentos de ensino superior privados politécnicos e universitários:
- Escola Superior de Educação Jean Piaget de Almada
- Escola Superior de Educação Jean Piaget de Arcozelo
- Escola Superior de Saúde Jean Piaget / Algarve
- Escola Superior de Saúde Jean Piaget de Vila Nova de Gaia
- Escola Superior de Saúde Jean Piaget de Viseu
- Escola Superior de Tecnologia e Gestão Jean Piaget
- Instituto Superior de Estudos Interculturais e Transdisciplinares / Almada
- Instituto Superior de Estudos Interculturais e Transdisciplinares / Viseu

## Ensino Politécnico

### Escola Superior de Educação Jean Piaget de Almada
A Escola Superior de Educação Jean Piaget de Almada iniciou a sua atividade pedagógica em 1988. Atualmente ministra cursos de licenciatura, mestrado e pós-graduação, cursos técnicos superiores profissionais, ações de formação de curta duração e cursos de atualização de conhecimentos.
A oferta educativa desta escola superior destina-se, sobretudo, à formação de professores para os diferentes ciclos de ensino e à preparação de profissionais com intervenção nas áreas social e cultural.

### Escola Superior de Educação Jean Piaget de Arcozelo
A Escola Superior de Educação Jean Piaget/Arcozelo, em Vila Nova de Gaia, iniciou a sua atividade formativa e pedagógica em 1983, na localidade de Arcozelo.
Presentemente, a Escola Superior de Educação funciona nas Instalações do Campus Académico do Instituto Piaget em Vila Nova de Gaia, que se localiza na freguesia de Gulpilhares, sustentando a sua vocação para o Ensino Politécnico no domínio das Ciências da Educação.
No presente, a Escola Superior de Educação ministra cursos de Licenciatura, Mestrado, Pós-Graduação e Cursos Técnicos Superiores Profissionais, promovendo, para além destes, diversas ações de formação, bem como cursos de atualização de competências e conhecimentos.

### Escola Superior de Saúde Jean Piaget / Algarve
A Escola Superior de Saúde Jean Piaget de Algarve ministra cursos de licenciatura, pós-graduação e cursos técnicos superiores profissionais no âmbito do Ensino Superior Politécnico na área da Saúde.

### Escola Superior de Saúde Jean Piaget de Vila Nova de Gaia
A Escola Superior de Saúde Jean Piaget funciona, desde 2003, no polo de Gulpilhares do Instituto Piaget de Vila Nova de Gaia.

### Escola Superior de Saúde Jean Piaget de Viseu
A Escola Superior de Saúde Jean Piaget de Viseu deu início às suas atividades pedagógicas em 1997, enquadrada na componente Politécnica do Ensino Superior.

### Escola Superior de Tecnologia e Gestão Jean Piaget
A Escola Superior de Tecnologia e Gestão Jean Piaget está vocacionada para a criação, transmissão e difusão de cultura e conhecimentos relacionados com o exercício profissional nos domínios das tecnologias e da gestão.

## Ensino Universitário

### Instituto Superior de Estudos Interculturais e Transdisciplinares / Almada
O Instituto de Estudos Interculturais e Transdisciplinares de Almada (ISEIT) integrou o campus do Instituto Piaget de Almada em 1996. Com a sua criação, o Instituto Piaget alargou a sua intervenção ao domínio do Ensino Superior Universitário.

### Instituto Superior de Estudos Interculturais e Transdisciplinares / Viseu
O Instituto Superior de Estudos Interculturais e Transdisciplinares (ISEIT) surge em1996 com a missão de complementar as áreas de ensino existentes no campus do Instituto Piaget de Viseu, vocacionado para o ensino das ciências aplicadas e tecnológicas.